# Polyglycerolestrar av fettsyror
Polyglycerolestrar av fettsyror, med e-nummer E475, är ett emulgerings- och stabiliseringsmedel som framställs på syntetisk väg ur livsmedelstillsatserna E570 (fettsyror) och E422 (glycerol), som i sin tur framställs ur bland annat grisfett. Dessa polymeriseras till tre glycerolenheter. I sockerkaka används tillsatsen för att öka dess luftighet, då den fasthåller små luftbubblor som skyddar mot uttorkning av produkten. Vid tillsättning i margarin fördelas fettet på ett bättre sätt. Den används dessutom i tuggummi och bantningsprodukter. Då ämnet bryts ned till kända beståndsdelar och eventuella biverkningar ej har påträffats har JECFA fastställt ett ADI på 25 mg/kg, vilket även SCF har anslutit sig till. I kakor får tillsatsen användas med 10 g/k. I tuggummi, mjölkprodukter och bantningsprodukter med 5 g/kg, och 2 g/kg i konfektyrer och desserter.
Emellanåt tillverkas tillsatsen av animaliska fetter, vilket medför att vissa grupper såsom veganer, judar och muslimer undviker produkten. Den kemiska strukturen bland animaliskt och vegetabiliskt framställda tillsatser skiljer sig ingenting. Dess smältpunkt är mellan 53 och 58 grader.